# سالبادور كونتريرز
سالبادور كونتريرز (بالإسبانية: Salvador Contreras)‏ هو ملحن مكسيكي، ولد في 10 نوفمبر 1910 في ولاية غواناخواتو في المكسيك، وتوفي في 7 نوفمبر 1982 في مدينة مكسيكو في المكسيك.

## وصلات خارجية
- سالبادور كونتريرز على موقع ميوزك برينز (الإنجليزية)